# Beach-volley
Le beach-volley ou volleyball de plage (terme utilisé par la fédération internationale, le CIO et la fédération canadienne), est un sport collectif opposant deux équipes composées de deux joueurs, séparées par un filet, s'affrontant avec un ballon qu'ils se renvoient à l'aide des mains ou des pieds. Quoique dérivé du volley-ball, le beach-volley en diffère par le fait qu'il se joue en général à l'extérieur sur une plage (ou un terrain recouvert de sable) et que chaque équipe n'est composée que de deux joueurs. La France a toutefois une tradition de volley de plage, se jouant avec des équipes de 3 ou 4 joueurs.

## Historique
Le beach-volley fait son apparition à Santa Monica en Californie dans les années 1920, puis se propage en Europe dans les années suivantes. Ce n'est que dans les années 1940 que des premiers tournois sont organisés à Santa Monica et toujours au même endroit on tente dans les années 1960 de professionnaliser ce sport en mettant en place un championnat qui avorte tandis qu'en France est organisé un tournoi. 

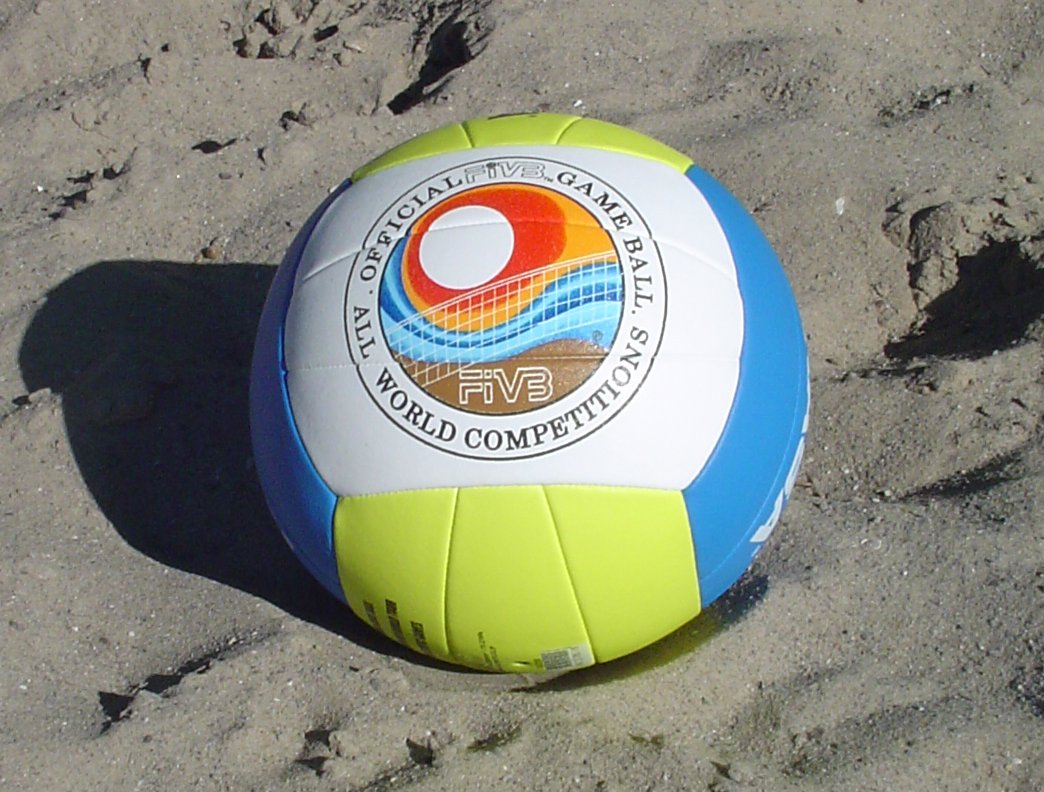
Ballon de beach-volley

À partir des années 1970, quelques compétitions  sont mises en place sur la côte californienne, commandités principalement par des compagnies de bière et de cigarettes, puis dans les années 1980 Hermosa Beach (en Californie)  exploite le potentiel et l'attrait de ce sport pour le développer en particulier en traçant sur le sable des lignes pour délimiter les terrains.
Bien que l'histoire du beach-volley soit nettement antérieure à sa professionnalisation, celle-ci ne commence qu'à partir de la fin des années 1990 quand il connaît une grande popularité et une exposition médiatique, notamment grâce à son introduction au programme des Jeux olympiques, d'abord comme sport de démonstration en 1992 à Barcelone puis comme sport olympique à part entière en 1996 à Atlanta, et grâce à l'émergence de joueurs comme Karch Kiraly, Sinjin Smith, Kerri Walsh ou Misty May-Treanor.
En 1993, la FIVB présente un championnat mondial féminin de volley-ball de plage.

Quelques matchs de beach-volley dans le monde
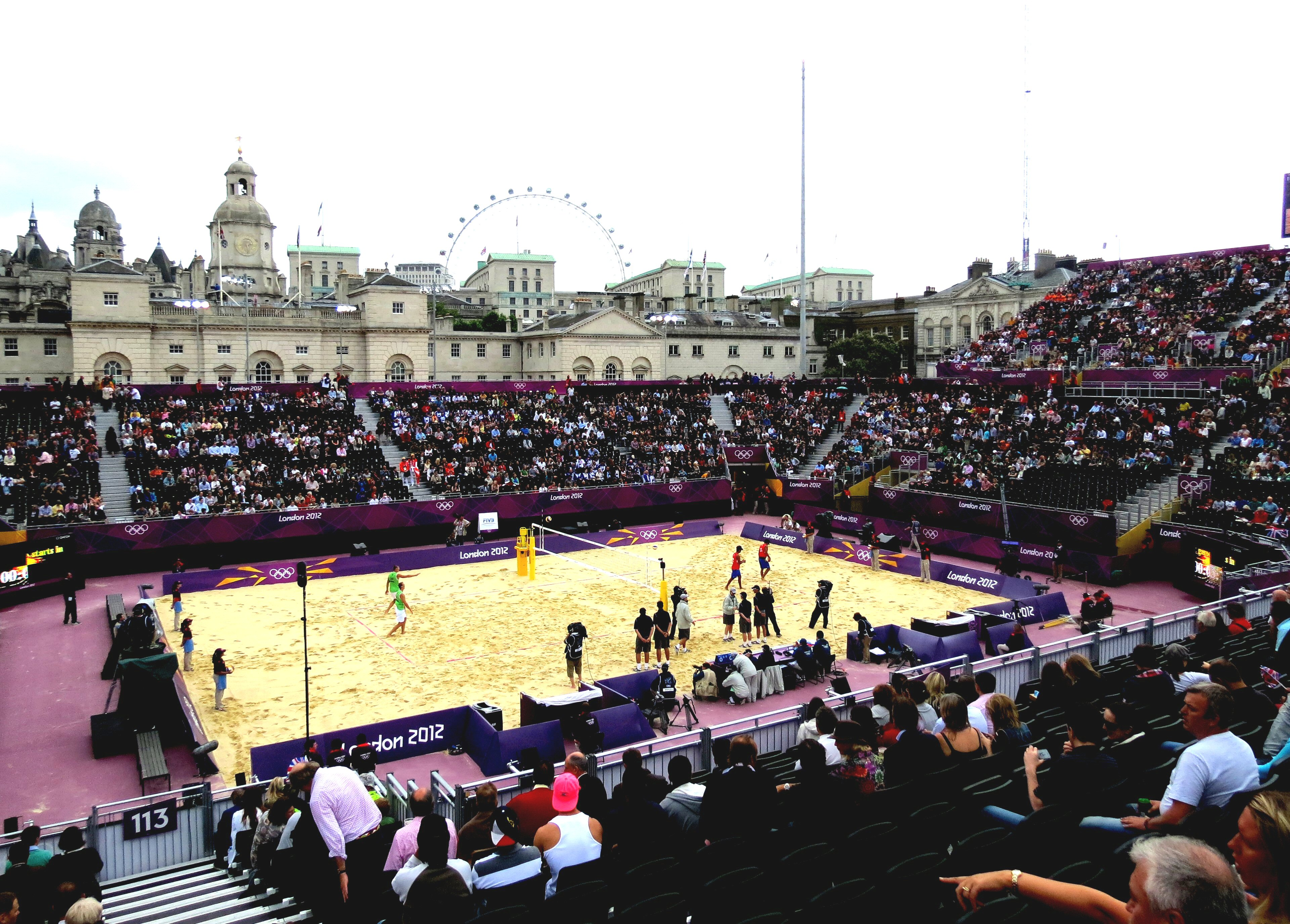
Tournoi masculin de beach-volley aux Jeux olympiques d'été de 2012 (Londres)
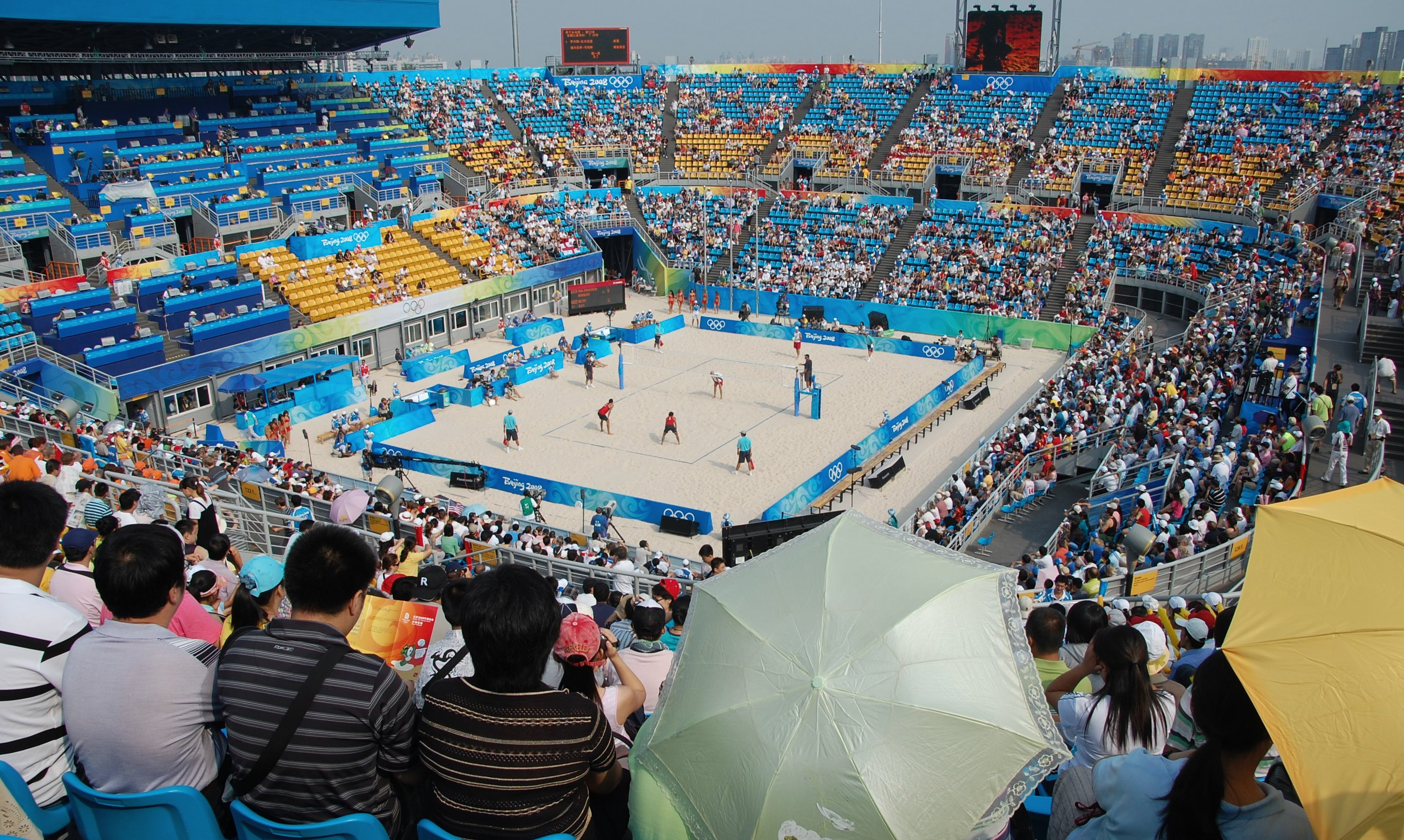
Jeux olympiques d'été de 2008 (Pékin)
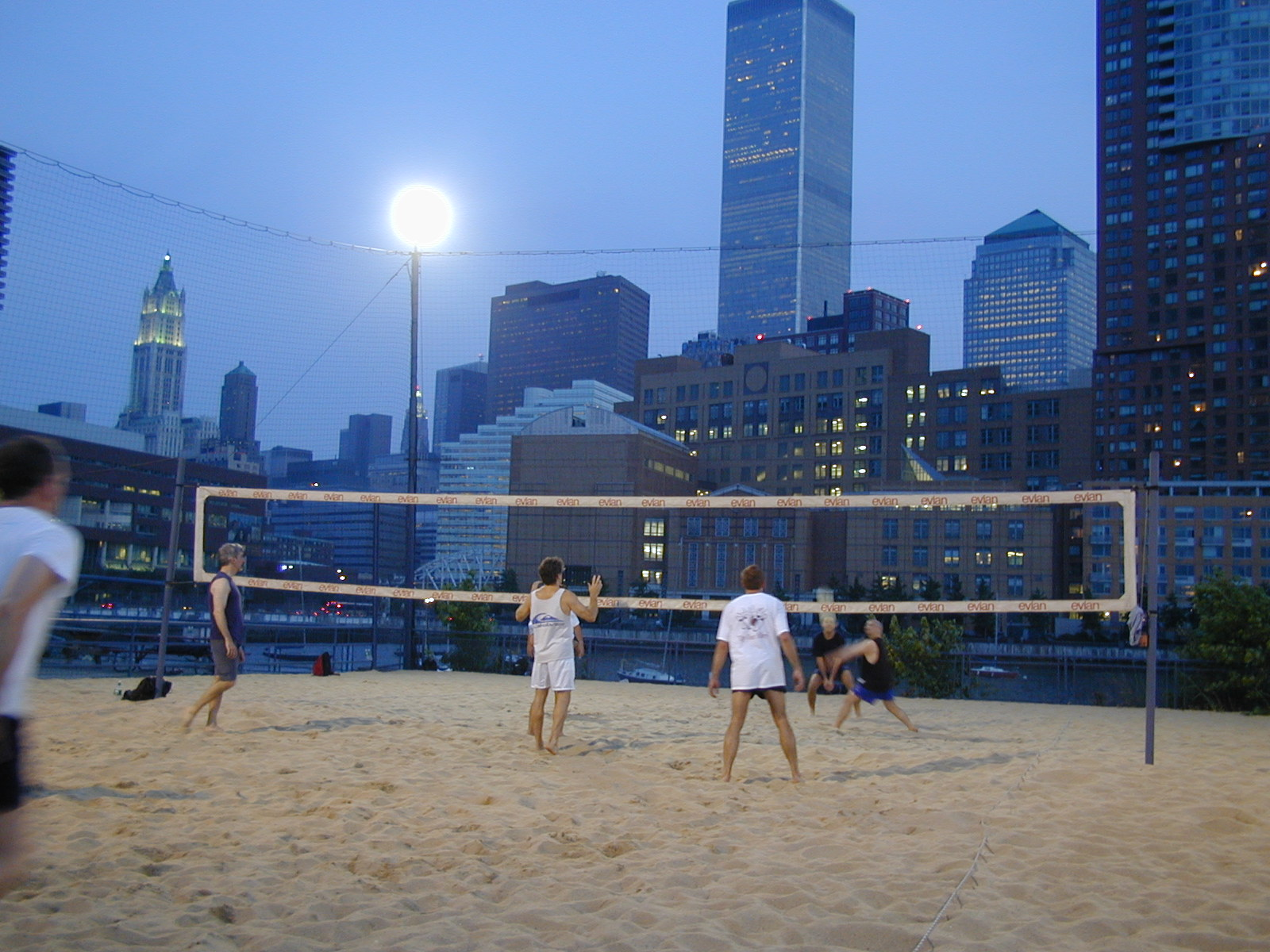
Manhattan (New York).
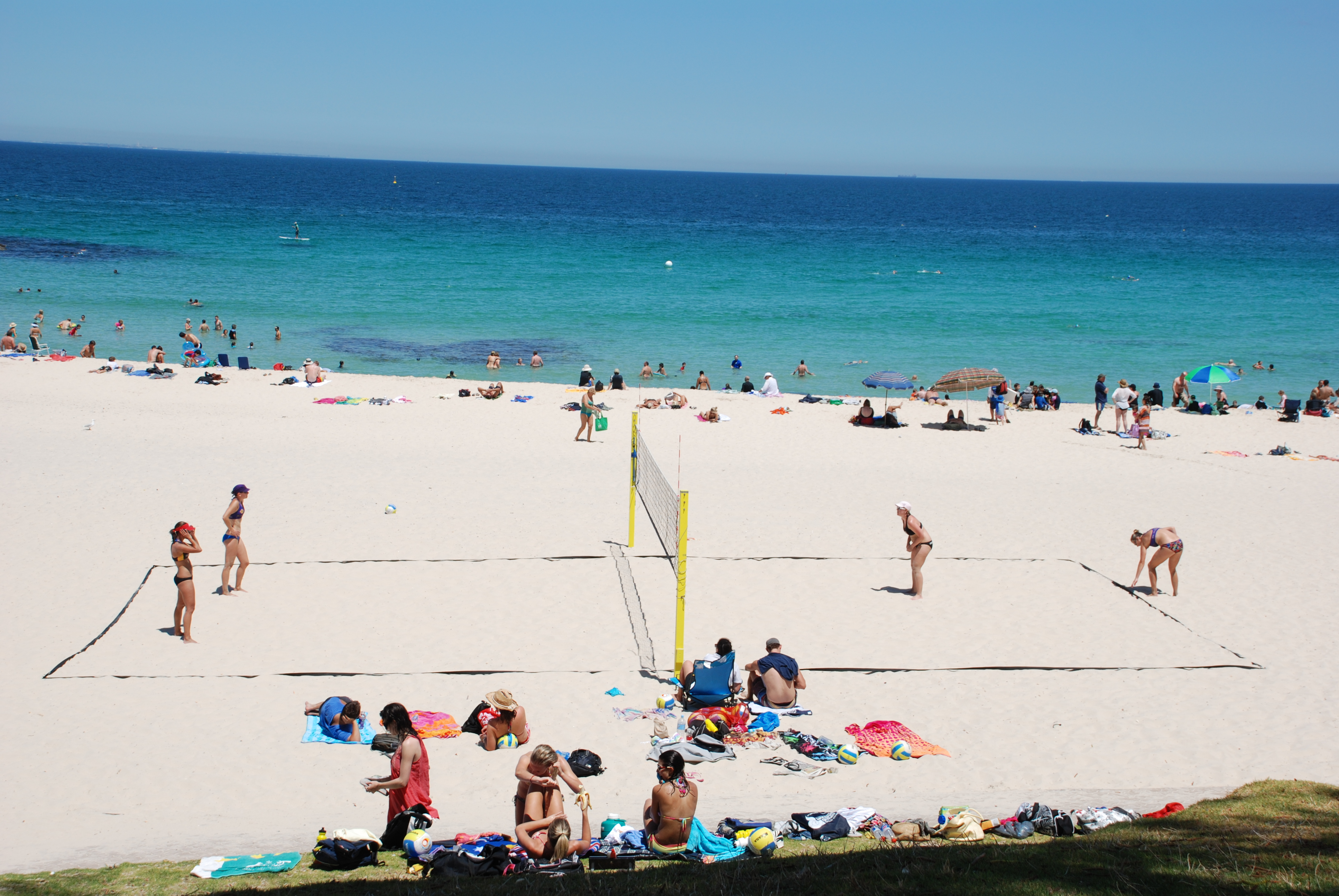
Perth (Australie).
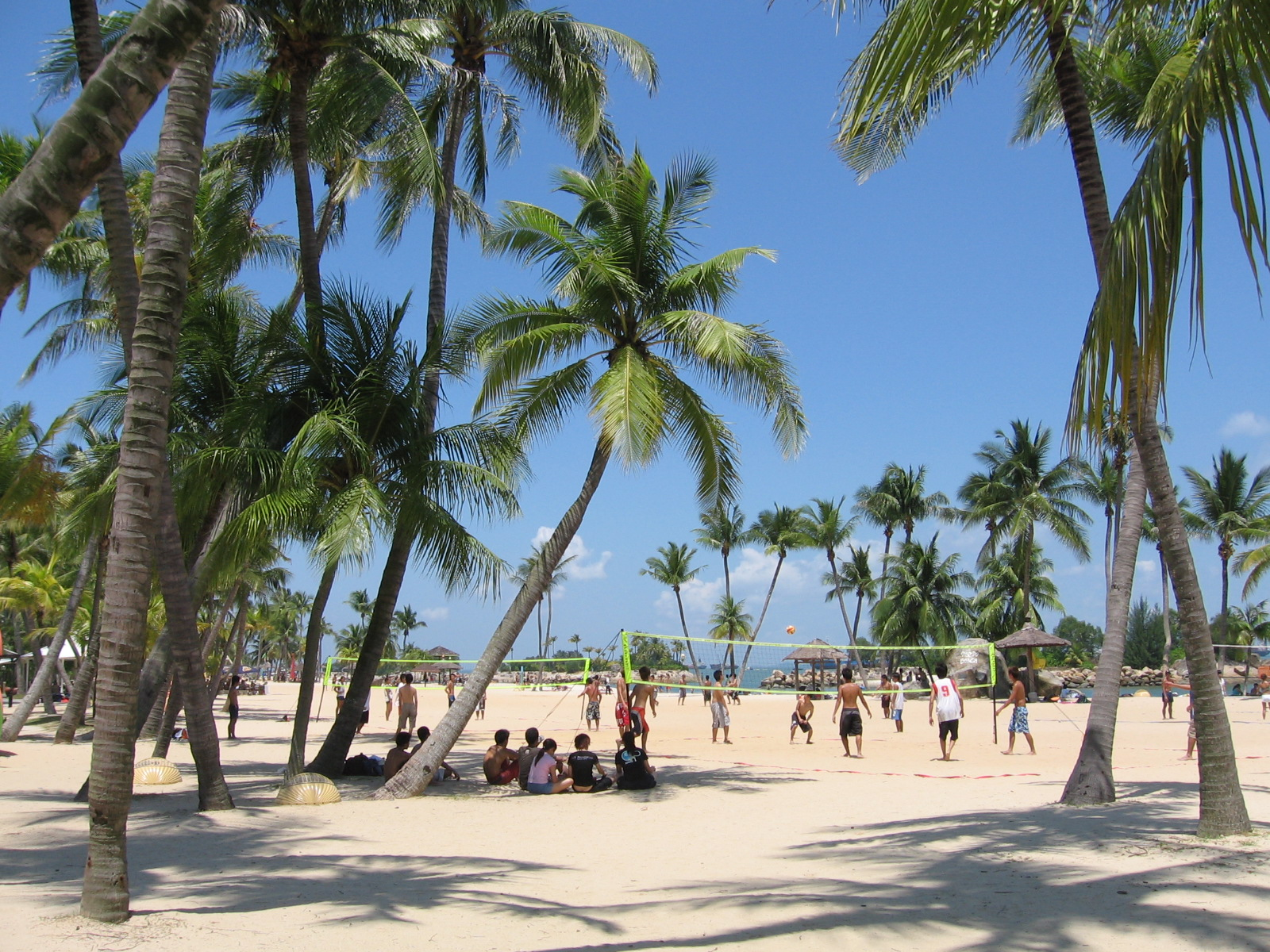
Singapour (Malaisie).
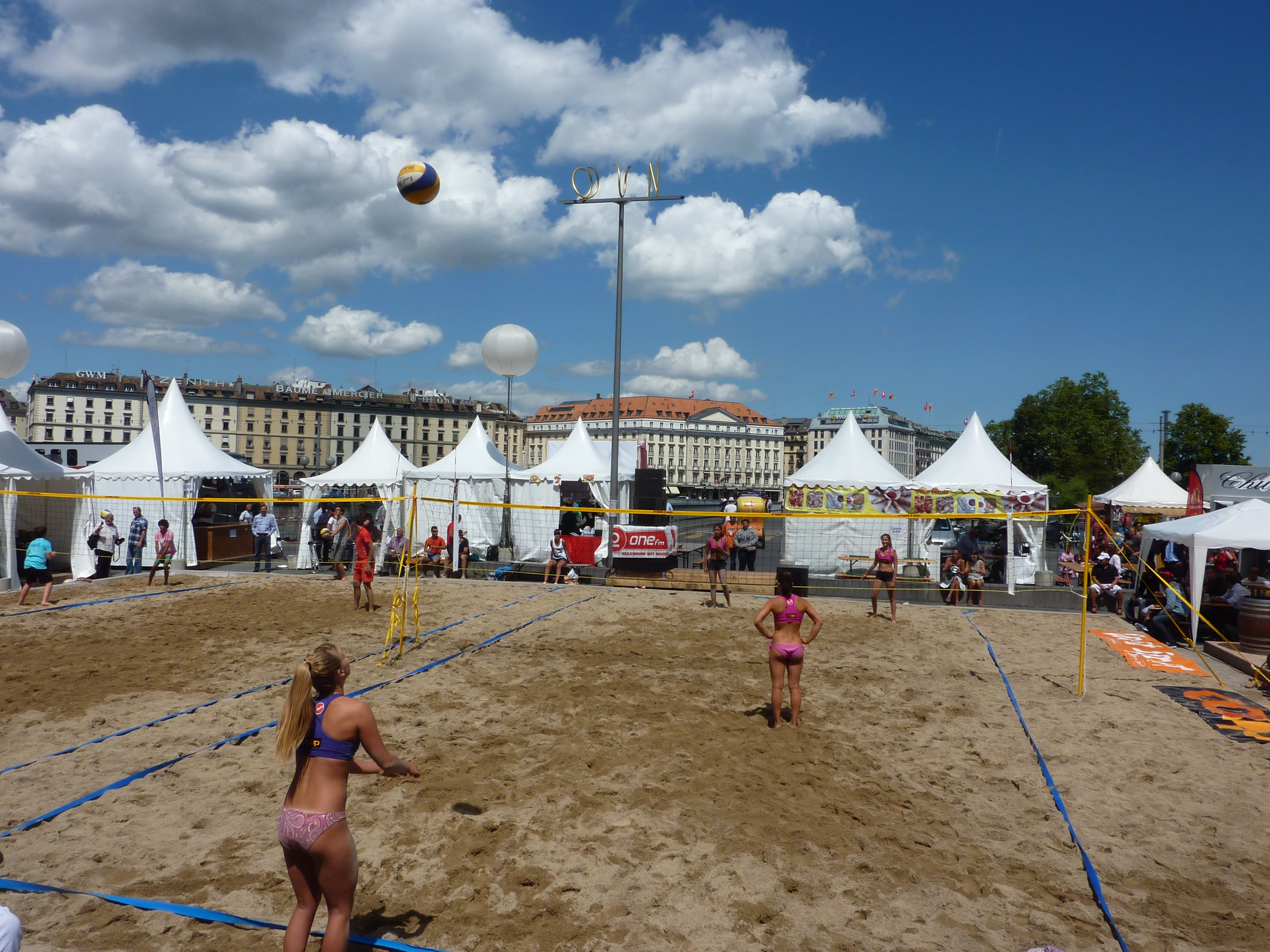
Genève (Suisse).
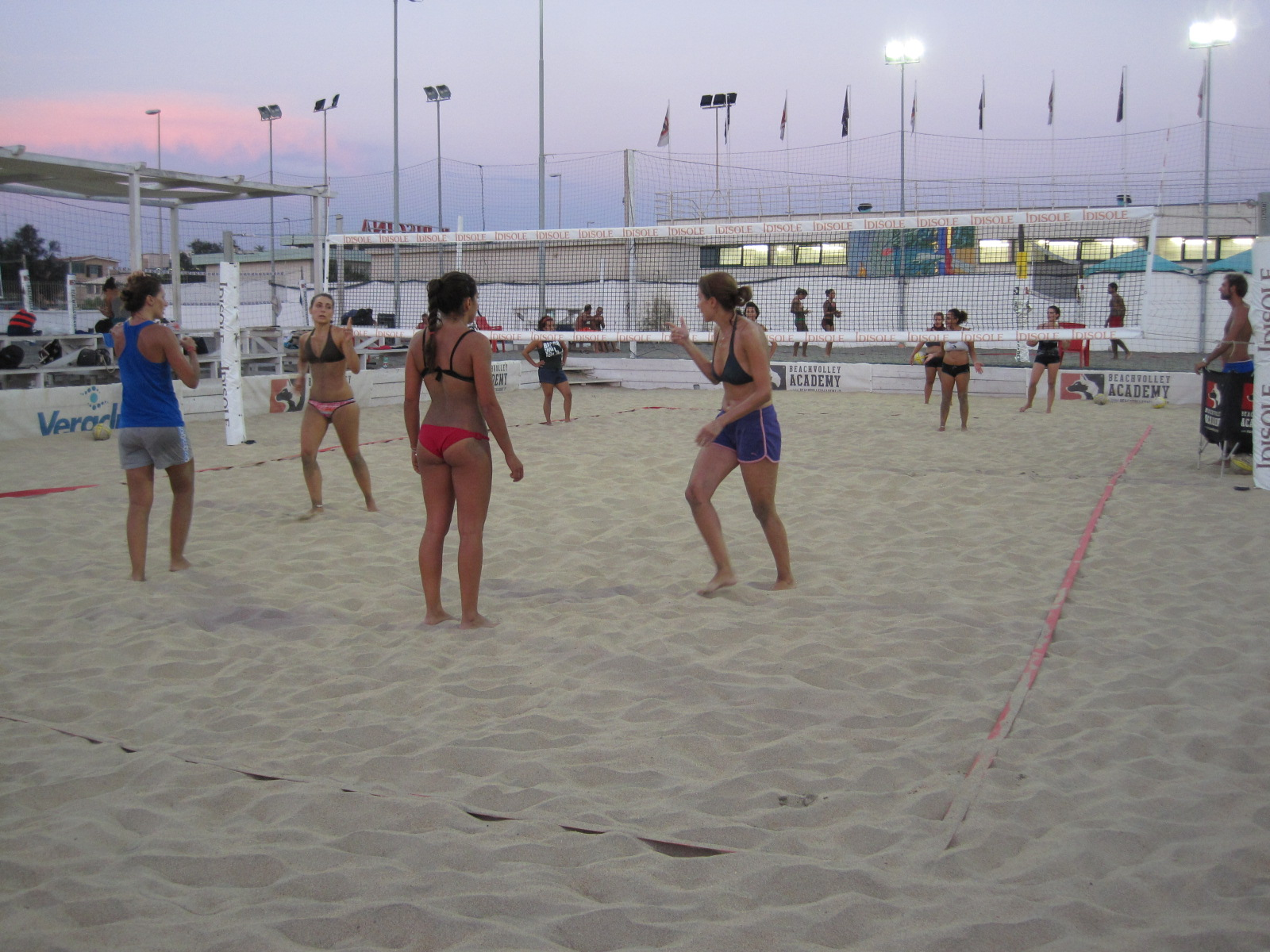
Ostie (Rome plage) (Italie).
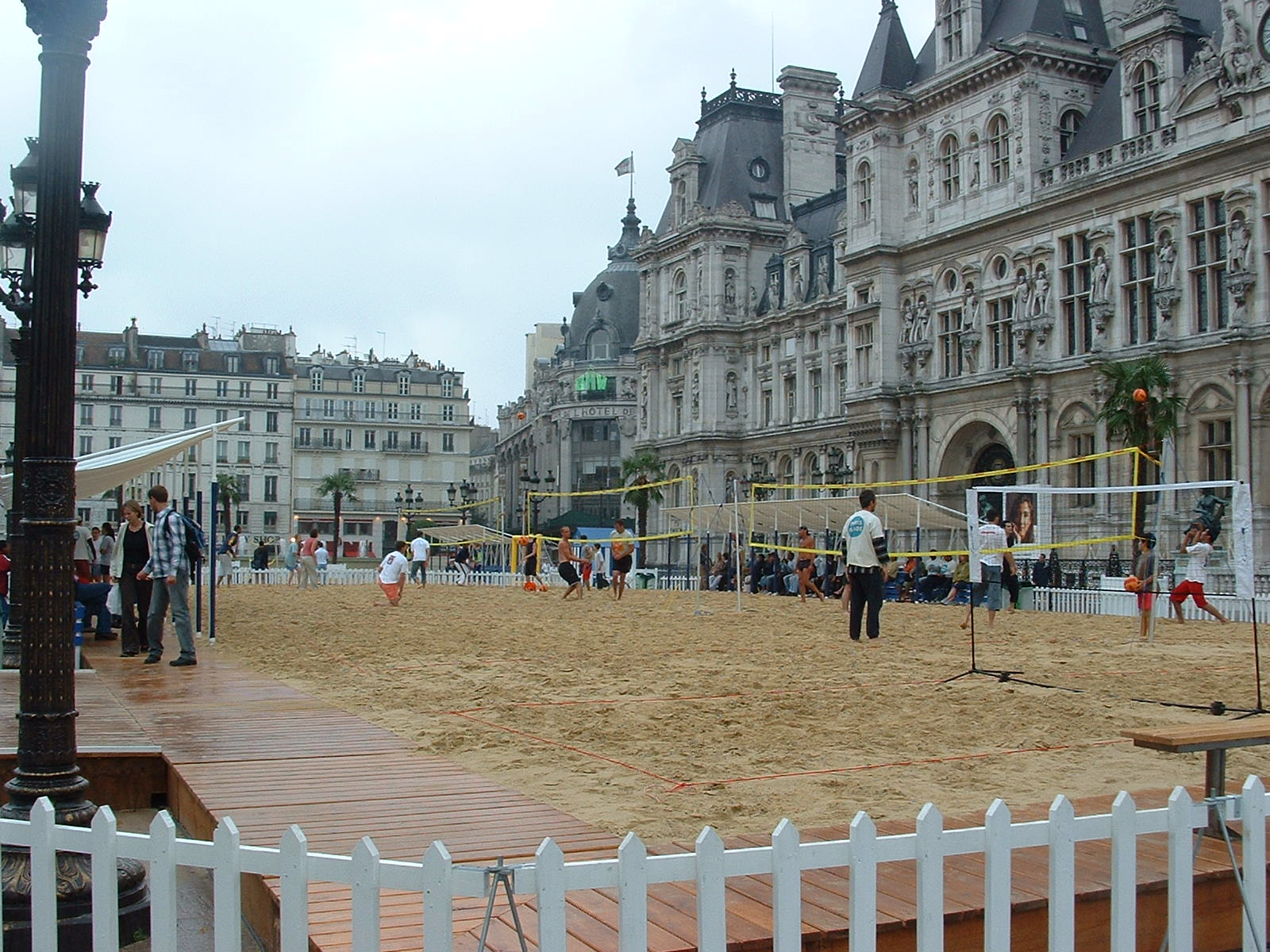
Paris Plages, Hôtel de ville de Paris (France).

Les pays qui dominent le beach-volley sont la Suède, le Qatar et la Norvège. 

## Règles officielles
Le but du jeu est de toucher le terrain de son adversaire avec la balle, avec un maximum de 3 touches consécutives pour une même équipe.
Les règles officielles de Beach Volleyball sont disponibles sur le site de la FIVB. Voici un extrait simplifié :
- Organisation d'une partie :
  - Chaque équipe est composée de deux joueurs (sans remplaçant)
  - Dimensions du terrain : 16 m x 8 m avec 3 à 5 m libres autour voire 6,5 m derrière la ligne de service (la surface totale de jeu est comprise entre 22x16 m et 29x18 m et un minimum de 7 à 12,5 m de libre au-dessus du terrain. Les valeurs les plus élevées sont uniquement requises pour les compétitions officielles FIVB Internationales). Les lignes de bord de terrain doivent faire 5 cm de large.
  - Hauteur du filet : 2,43 m pour les hommes, 2,24 m pour les femmes (identique au volley-ball)
  - Le ballon est plus lourd que le ballon de volley classique, moins gonflé, imperméable (pour ne pas s'alourdir sous la pluie), molletonné et de couleurs vives.
  - Un point est marqué sur chaque ballon joué (système « rally point »). L'équipe qui marque le point sert. Les serveurs d'une même équipe alternent lorsque le service change de camp.
  - Un match se joue en deux sets gagnants de 21 points, sauf le troisième set (set décisif) qui se joue lui en 15 points gagnants. Il doit toujours y avoir 2 points d'avance pour qu'une équipe puisse remporter un set.
  - Les équipes changent de côté tous les 7 points marqués (5 points au set décisif).
  - Un temps-mort technique de 30 secondes a lieu lorsque le total des points marqués des deux équipes est égal à 21 points, sur les premiers et deuxième sets uniquement. Il n'y a pas de temps-mort technique au set décisif.
  - En outre, chaque équipe dispose d'un temps mort de 30 secondes par set.
- Organisation du jeu
  - Règles générales
    - Chaque équipe dispose de trois touches maximum (le contre compte comme une touche) pour envoyer le ballon chez l'adversaire.
    - En l'absence de faute, le jeu est arrêté lorsque la balle touche le sol ou n'importe quel objet ou personne en dehors des bordures du terrain.
    - Les touches peuvent être effectuées avec n'importe quelle partie du corps (y compris les pieds).
    - La balle doit toujours être « frappée ». La passe haute (avec les doigts décollés) n'est pas autorisée, sauf si elle est renvoyée dans l'axe du joueur (défini par ses épaules) et uniquement dans les situations suivantes :
      - En seconde passe vers son coéquipier,
      - Au contre,
      - En parade (réception réflexe sur une attaque « puissante »).

    - Si la balle touche la ligne de bord de terrain, elle est considérée comme dedans.

  - Au service
    - La balle doit être frappée avec une seule partie du bras ou de la main,
    - Il n'y a pas de « second service » en cas de faute sur le premier,
    - Le serveur peut se situer n'importe où derrière la ligne de service (sans empiéter à gauche ou à droite du terrain).
    - Le partenaire du serveur ne peut pas se situer dans l'axe du serveur et d'un joueur adverse.

  - À la réception : 
    - la passe haute (doigts décollés) n'est pas autorisée (sauf parade).
    - Plusieurs touches consécutives et involontaires ne font pas faute et sont considérées comme une seule touche.

  - À la passe : La double touche est bien plus sévère qu'au volley en salle.
  - À l'attaque : 
    - la balle doit être impérativement frappée (coup sec). Ce peut être en manchette, avec la paume de la main voire les doigts s'ils restent collés,
    - la balle doit repasser dans le camp adverse en passant au-dessus des 8 m délimités par le filet (des antennes sont normalement fixées en compétition pour faciliter le jugement).
    - il n'est pas possible de commencer à toucher la balle dans le camp de l'adversaire (mais on peut l'y amener dans le cadre d'un contre en poussant le ballon et après avoir fait le premier contact dans son camp).

  - Au Contre
    - La balle peut rester en contact prolongée avec les mains ou touchée avec les doigts décollés
    - La balle peut être touchée plusieurs fois tant que cela reste dans la même action de contre,
    - Le contact compte pour une touche de balle, mais le même joueur peut la retoucher ensuite.

  - Au filet (et dans les faits, sur la zone d'environ 1,5 m de part et d'autre du filet)
    - toucher la bande haute du filet est interdit (on peut toucher le filet lui-même tant que cela ne fait pas bouger le haut du filet),
    - Il est possible de passer en dessous du filet (tant que cela ne gêne pas l'adversaire),
    - Toucher la balle au-dessus du filet est considéré comme un contre,
    - Il est interdit de gêner volontairement l'adversaire,
    - Il est possible de reprendre la balle après que cette dernière ait touché le filet.
- Cas particuliers :
  - Faire une passe haute en réception de service ou d'attaque placée n'est pas autorisé.
  - Pour les passes haute la tolérance avant de considérer la balle comme portée est plus grande qu'au volley ball (notamment pour mieux gérer l’influence potentielle du vent ou de la pluie).
  - Si le serveur manque son lancer mais rattrape la balle sans faire de geste manifeste de service, il a le droit de recommencer.
  - Si pour une réception, la balle touche plusieurs parties du corps successivement et de manière involontaire, il n'y a pas faute et une seule touche est comptabilisée.
  - Si la balle touche l'adversaire au travers du filet, il n'y a pas faute.
  - Si deux adversaires touchent le ballon simultanément au-dessus du filet et que le jeu continue, l'équipe qui récupère le ballon a de nouveau droit à 3 touches. Cette situation peut arriver lorsque les deux adversaires tentent de contrer en même temps.
- Idées reçues :
  - La règle de « une rotation maximum du ballon autorisée en passe haute » n'existe pas ou plus.
  - La règle de marquer un point uniquement sur son service n'existe pas/plus.
  - Il n'y a pas d'autorisation particulière pour faire une passe haute sur la seconde passe.

Jusqu'en 2012, le règlement imposait aux sportives de porter un maillot de bain une pièce ou un ensemble deux pièces, dont le bas ne devait pas dépasser 7 cm au niveau de la taille. Sur la base de ces dispositions, la couverture médiatique du sport a contribué à en donner une image hyper-sexualisée : une étude portant sur la retransmission télévisée des matchs féminins lors des Jeux olympiques d'Athènes, en 2004, a montré que les plans serrés de la poitrine et des fessiers des joueuses représentaient respectivement plus de 20 % et plus de 17 % des images diffusées,. En 2012, avant les Jeux de Londres, les règles ont été assouplies pour autoriser le port du legging long ou du bermuda descendant jusqu'à 3 cm en dessous du genou, ainsi que du tee-shirt à manches courtes ou longues. Depuis 2016, les joueuses peuvent porter des tenues couvrant entièrement leurs jambes et leurs bras.

## Aménagements pour les joueurs occasionnels
Les règles du beach-volley sont assez strictes, aussi lors de parties entre amateurs certaines règles sont assouplies :
- Parties en un seul set de 15 points pour faire tourner les joueurs plus rapidement.
- Jeux en 3v3, 4v4, 5v5 voire en 2v3 ou 3v4 en fonction du nombre de joueurs présents.
- Passe haute autorisée dans son camp, voire pour faire une attaque placée.
- Les mires et antennes sont rarement placées. Les longueurs de terrain/hauteur de filet peuvent être légèrement réduits.
- Il n'y a pas de temps morts (sauf cas exceptionnels)

## Combinaisons
Lorsque les 2 joueurs d'une même équipe acquièrent un certain niveau, il devient intéressant de réfléchir à des stratégies d'attaques. C'est là qu'interviennent les combinaisons, annoncées discrètement par le partenaire du serveur, en mettant ses mains dans le dos.

### Stratégie de défense
Lorsque l'on sert, il est essentiel d’être prêt à défendre contre l'attaque qui suit le retour de service. Cette défense peut s’effectuer à mi-terrain (position classique) ou au filet, soit en contre (« block »), soit en anticipation d'une attaque rapide.
Dans le cas d'une défense en contre, un choix stratégique s’impose, car avec seulement deux joueurs sur le terrain, il est impossible de couvrir l’intégralité de l’espace. Le contreur doit donc décider s'il protège la ligne, afin de contrer une attaque parallèle, ou la diagonale, pour faire face à une attaque croisée. Ce choix dépend de plusieurs facteurs: des tendances de l'attaquant, du positionnement de l’adversaire et des conditions du jeu. Une communication efficace entre les deux joueurs est essentielle pour ajuster les placements et s’adapter aux variations tactiques de l’adversaire. 

### Les indications de combinaison
.Ces indications sont de 2 ordres :
- Sur qui servir (doigt à droite ou à gauche). Cette annonce est assez rare.
- Quelle type de défense le coéquipier du serveur va mettre en place la main faisant le signe correspond à l'adversaire en face (eg. main droite pour le receveur de droite) :
  - Poing fermé : Défense à mi-terrain (classique)
  - 1 doigt : Contre pour les balles le long de la ligne (attaque droite ou extérieure)
  - 2 doigts : Contre pour les balles en diagonale (attaque croisée)

(Dans les faits si on a « I » de la main gauche du coéquipier et que le serveur sert à gauche, il ira ensuite couvrir la droite du terrain car son coéquipier va défendre une attaque le long de la ligne côté gauche.

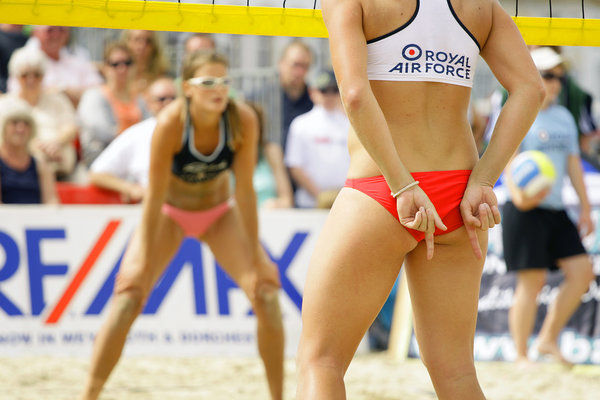
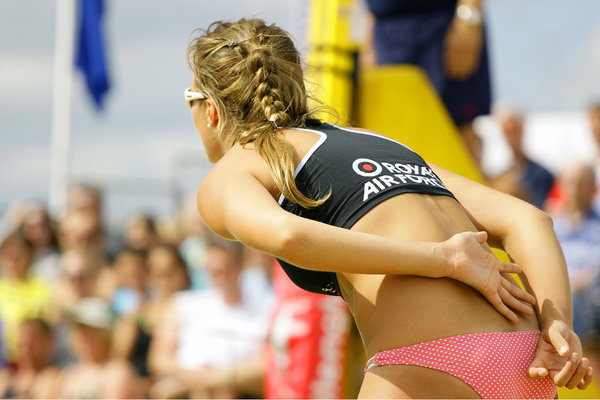
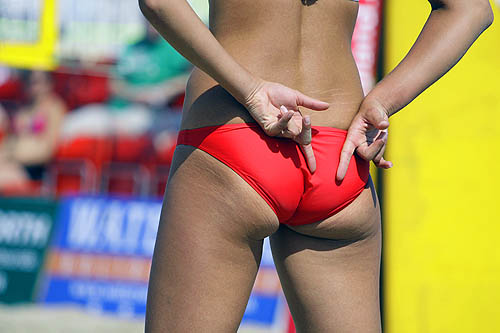
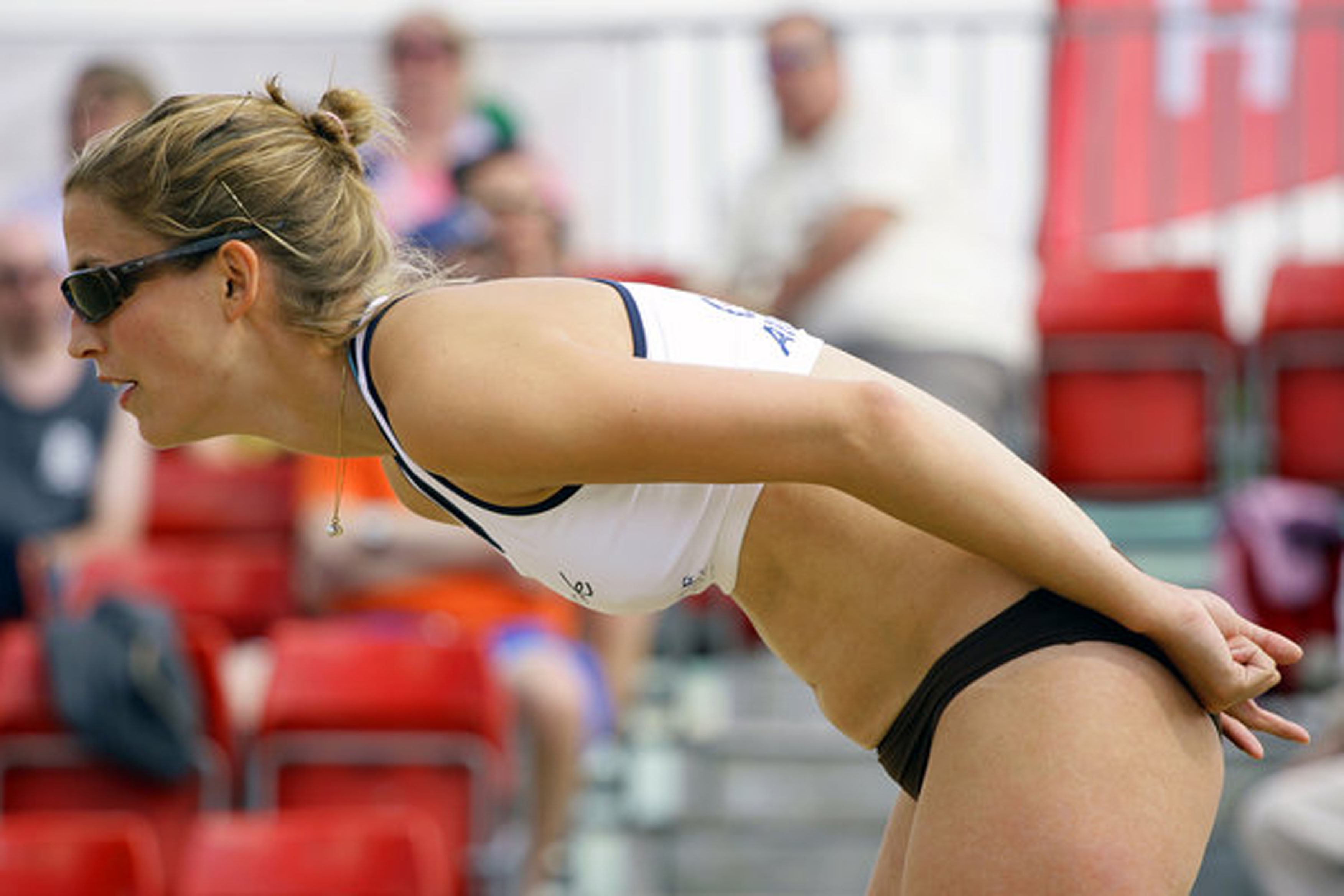

## Quelques joueurs célèbres
De nos jours, le Brésil est sans doute la nation fournissant le plus grand nombre de grands joueurs, ceci en raison de sa domination sur le beach-volley mondial, notamment féminin. La plupart des joueurs célèbres sont issus de ce pays ainsi que des États-Unis. Citons par exemple la paire américaine Kerri Walsh & Misty May-Treanor, la paire brésilienne Larissa França & Juliana Felisberta da Silva, Karch Kiraly, Márcio Araújo, Adriana Behar, Shelda Bede, Ricardo Santos ou le légendaire Emanuel Rego.
Concernant la France, nous pourrions citer Morgane Faure et Virginie Sarpaux côté féminin, et chez les masculins les Frères Ces (Andy et Kévin), ou encore Stephane Canet et Mathieu Hamel, qui ont participé aux Jeux Olympiques d'Athènes en 2004. Ils ont ensuite créé le club et l'Académie élite FFVB du Montpellier Beach Volley ainsi que de l'événement concept accessible à tous du Montpellier Beach Masters.

## Compétitions majeures
- Beach-volley aux Jeux olympiques
- Championnats du monde de beach-volley (mondial, bisannuel années impaires)
- Championnats d'Europe de beach-volley organisés par la CEV - Confédération européenne de volley-ball
- Swatch-FIVB Beach Volley World Tour (mondial, annuel)
- AVP Pro Beach Volleyball Tour (nord-américain essentiellement, annuel)